# 치바 쇼야
치바 쇼야(千葉 翔也, 1995년 8월 29일 ~ )는 일본의 남자 성우이다. 시그마세븐 소속. 키라뮨 레이블의 SparQlew 유닛에 소속 되어있다. 도쿄도 출신.

## 출연작

### 애니메이션
2004년 ~ 2011년 아역
- 카레의 나라의 코바루(코바루)
- 마이마이 신코와 천년의 마법
- 컬러풀
- 쇼와이야기(야마자키 코헤이)

2015년
- 종말의 세라프(유지)
- 학전도시 애스터리스크(남학생A, 기계 음성)
- 행복 그래피티(남학생)

2016년
- 드림페스!(방송 스탭)
- 아이돌 메모리즈(남성 관객)
- 태엽 감는 정령전기 천경의 알데라민(아잔)
- 하이큐!!(보바타 카즈마, 오나가와 타로)
- ALL OUT!!(기온 켄지)
- 몬스터 스트라이크 레인 오브 메모리즈 (남성 관객)
- 나의 붉은 고래(추)

2017년
- 달이 아름답다(아즈미 코타로)
- 어서오세요 실력지상주의 교실에(아야노코지 키요타카)
- 아이돌마스터 SideM(아키야마 하야토)

2018년
- 별 셋 컬러즈(어느 양아치)
- 물드는 세계의 내일로부터(아오이 유이토)
- 일하는 세포(B세포)
- 헌원검: 푸른 반짝임(쇼우 가쿠)
- 죠죠의 기묘한 모험(TVA)4(악당3)
- 바나나 피쉬(신 스우린)

2019년
- 도로로(타호마루)
- B-PROJECT~절정*이모션~(후도 아카네)
- 불꽃 소방대(유우)
- 건담 빌드 다이버즈 Re:RISE(유리)
- 호시아이의 하늘(타나카 타케루)
- 우리는 공부를 못해2기(고객A)

2020년
- 하이큐!! TO THE TOP(오나가와 타로)
- 지박소년 하나코 군(미나모토 코우)
- 글레이프니르(이케우치)
- 스케이트 리딩 스타즈(죠노우치 소타)
- 86-에이티식스-(신에이 노우젠)

2023
- 제물공주와 짐승의 왕(이리야)

### 게임
- 나의 여름방학3(나)
- 창작 앨리스와 왕자님!(히비노 미라이)
- 라라마지(료헤이)
- 아이돌마스터 SideM(아키야마 하야토)
- B-PROJECT(후도 아카네)
- 온에어!(우키마 시로)
- 스타레보☆彡 별자리의 아이돌혁명(하리마 리토)
- Op8♪(나나호시 히비키)
- 그림노츠 Repage(레볼)
- 라이브러리 크로스 인피니트(줄리안)
- 프레카투스의 천칭(고우 테츠)
- 夢間集(千機傘)
- Anonymous;CODE(타카오카 포론)
- 언제나 일하는 세포(B세포)
- 황야의 코토부키 비행대 대공의 테이크오프 걸스!(하야토)
- 나무아미타불: 연대 UTENA(안저라대장,건달파왕)
- 크랭크 인(오사카 시노부)
- 패궁 봉신연의～센 카이 크로니클～(모쿠타쿠)
- 공동투쟁 단어 RPG 코토다만(바르낫구르, 로드 아진가, 케일, 미스세츠 루틴, 츠먼로)
- 검, 시간을 긋다(타치바나 미치오)
- 엔게이지 소울즈(페이론)

### 드라마CD
BL은 ☆표시
- 노래의☆왕자님♪ 극장판 빛나는 Pirates of the Frontier
- 노래의☆왕자님♪ 극장판 빛나는 에브리 Buddy!
- 노래의☆왕자님♪ 극장판 빛나는 북극성
- THE IDOL M@STER SideM ST@RTING LINE 03,04(아키야마 하야토)
- ALL OUT!! 우리들의 꿈을 싣고(기온 켄지)
- 일하는 세포 드라마 CD vol.1(B세포)
- 한결같은 그에게 일편단심 고백받는 CD 복흑 천사 편(키요미 유우)
- 사랑하는 쉐어 하우스 2 ~Which do you choose?~(사카구치 아유미)
- B-PROJECT KING of CASTE ~Sneaking Shadow~(후도 아카네)
- 나의 콩셰르쥬 Part.1(카에데)
- 눈을 감아도 빛은 보인다(토우마) ☆
- 괴담 is dead(춤추는 해골 모형)
- 도쿄 하천 관광국 홍보대사 하시단시 보이스 드라마 (아처)
- 혼, <타투>로 지켜라! PROJECT SCARD 드라마 CD 프롤로그 편(아라시바 카즈마)

### 외화
- 박물관이 살아있다(닉 데일리)
- 박물관이 살아있다 2(닉 데일리)
- 박물관이 살아있다: 비밀의 무덤(닉 데일리)
- 스노우 바디즈 작은 다섯 마리의 대모험
- 찰리와 초콜릿 공장 TV판(아이)
- 잃어버린 아이(루시안)
- 라마가 된 임금님2 쿠론쿠의 흥겨운 대작전
- 세계 무역 센터
- 메이즈 러너
- 앤트 불리(루카스 니켈)
- 리썰 웨폰 시즌2(제시)
- 원 헌드레드(마일즈 쇼)
- 더 헤이트 유 기브(카릴)
- 타이탄(제이슨 토드)

### 기타
교육 프로그램 및 도서
- 유타와 이상한 우주의 책 (2008 과학 기술 진흥기구)(유타)
- 미남 영어 회화 문구(사카노 켄, 호조 카즈나리, 아이카와 오사무, 타치바나 하야토, 호조 쇼헤이)

프로젝트
- 8P channel
- 프로젝트 스카드(아라시바 카즈마)
- Kashicomi
- B-PROJECT(후도 아카네)
- 타스쿠와 쇼야

CM
- 에바라식품 (2008)
- NTT 도코모 (2008)
- 진연 세미나 중학강좌 (2008)
- 개츠비 애니메이션 CM 왓키 세븐(카비슈)

Web
- BeeTV 사채꾼 우시지마(타케모토 유키)

낭독극
- 사실 위험한 모차르트 (2018. 11. 4)
- 드라마 리딩 콩쿨(2019. 4. 30~5. 2)
- 문호 그리고 살인마 - 레이와 원년 유월 공연 (2019. 6. 29)
- 일본의 고전 시리즈 낭독극 <겐지 모노가타리>(2019. 8. 22~24)
- 키라뮨 리딩 라이브 2019 환시탐정 밀실속의 망령 (2019. 10. 27)
- 레미제라블 낭독극(앙졸라)(2019. 12. 19)
- VoiceBox 2020낭독극 프랑켄슈타인(2020. 5. 9~10)

기타
- 일본 국립 과학 박물관 특별전 곤충 음성 안내 (2018. 7. 13~2018. 10. 8)
- 어플리케이션 OKOS 모닝콜 센터(츠즈키 슈)
- 애니메이션 여성부 추천작 나레이터
- 도쿄 하천 관광국 홍보대사 하시단시
- NTV 더! 세계 앙천뉴스 나레이션 (2019. 11. 3)
- NHK BS 프리미엄 와랏챠오! 나레이션

### 드라마
- TBS 요코야마 히데오 서스펜스 페르소나의 미소(2004)
- 엄마, 더 살고 싶었어요! ~의료사고, 나의 아이를 뺏기고~(2004)(핫토리 겐타)
- 탐정 사무소 5 2nd Season (2007)
- 후지TV 천개의 바람이 되어 드라마 스페셜 (2008)
- 슈퍼 튜너 ~이능기관~(쿠리야마 요이치)

### 라디오
- 아이돌 마스터 SideM 라디오 315 프로 Night! (2016)
- QR 모바일 플러스 월간 미남통신 (2016)
- ALL OUT!! 라디오 쇼야와 유토의 토크 아웃! (2016~2017)
- MAN TWO MONTH RADIO 치바 쇼야의 로맨틱 밀피유 (2017)
- 치바 쇼야 · 노가미 쇼 쇼복쇼래!! (2017~)
- Kiramune Presents 우리들의 Music Park(2017~)
- 8P Radio ~새로운 세계로의 길~ (2018)
- QR 유니존! ~제너레이션~ (2018)
- 와시자키 타케시의 요루나이트×요루나이트 (2018 월요일 먼슬리 지원)
- 치바 쇼야의 투 비 나이트 (2019~)